# Мелодія з підвалу
«Мелодія з підвалу» (фр. Mélodie en sous-sol) — французько-італійський фільм режисера Анрі Вернея 1962 року про пограбування казино в Каннах. Стрічка заснована на романі 1960 року «Великий куш», американського письменника, сценариста і актора — Джона Тріньяна (John Trinian), який писав під псевдонімом Зек’ял Марко (Zekial Marko).

## Короткий зміст
Шарль (Жан Габен), старий гангстер, який нещодавно повернувся з в'язниці, планує останнє у своєму житті пограбування, після якого збирається піти на спочинок. Як спільників він запрошує двох бандитів-початківців, у тому числі й Франсіса (Ален Делон), молодого шалапута й ловеласа. Їм здається, що план очищення сейфу казино на французькій Рив'єрі бездоганний, і вже можна думати про розкішне майбутнє ...

## Ролі виконували
- Жан Габен — пан Шарль
- Ален Делон — Франсіс Верло
- Моріс Біро[fr] — Луї Ноден
- Вівіан Романс — Жинет, дружина Шарля
- Жан Карме — бармен
- Мішель Мань — диригент оркестру Палм-Біч

## Навколо фільму
- Усе пограбування на екрані триває 26,5 хвилин, і має дуже мало діалогів.
- У 1994 році була зроблена кольорова версія фільму. Однак, тривалість кольорової версії (102 хв.) на 14 хвилин коротша від чорно-білої (116 хв.).

## Нагороди
- 1963 Премія Національної ради кінокритиків США (National Board of Review Awards 1963[en]):
  - за найкращий іноземний фільм (Top Foreign Films)
- 1964 Номінований на премію «Золотий глобус» Голлівудської асоціації іноземної преси: 
  - за найкращий фільм іноземною мовою
- 1964 Нагорода Едгар Аллан По (Edgar Awards):
  - за найкращий іноземний фільм — Альбер Сімонен, Мішель Одіар, Анрі Верней